# Et ton cash
Et ton cash er et reality tv-program, der blev sendt på TV3 fra 17. februar 2014. Programmet stammer fra et tilsvarende amerikansk program med titlen Ton of Cash. 
Programmet handler om et hold bestående af tv-stjerner, der ingen penge har på deres konti. De dyster om en stor præmie på op imod 2 millioner kroner ved at transportere en masse sække med mønter fra Skagen på en 650 km lang tur til København. Undervejs sker der en udskilning, hvor de, der må forlade programmet, og ikke får nogen penge. Til sidst vil der kun stå en tilbage, som dermed vinder "Et ton cash".
- Vært: Jakob Kjeldbjerg
- Vinder: Marc Ciano
- Finalister: Marc Ciano, Maria Hylleberg de Pineda og Asmus Brandt
- Land: Danmark
- Pengepuljen: 250.000 kr.
- Antal deltagere: 17
- Antal afsnit: 13

## Etaper
| Afsnit | Holdkaptajn                            | Område                    | Tabte penge |
| ------ | -------------------------------------- | ------------------------- | ----------- |
| Ep 1   | Rasmus Dall                            | Råbjerg Mile              | 500.000 kr. |
| Ep 2   | Silvija Vukovic                        | Rebild Bakker             | 0 kr.       |
| Ep 3   | Behrad Brad Moini                      | Mønsted Kalkgruber        | 0 kr.       |
| Ep 4   | Anna Due                               | Himmelbjerget             | 160.000 kr. |
| Ep 5   | Maria Hylleberg de Pineda              | Horsens Havn              | 0 kr.       |
| Ep 6   | Stephanie Kessler Christiansen (Geggo) | Lillebælt                 | 200.000 kr. |
| Ep 7   | Marc Ciano                             | Poppelvej                 | 20.000 kr.  |
| Ep 8   | Mark Hansen (Flotte Fyr)               | Egeskov Slot              | 200.000 kr. |
| Ep 9   | Asmus Brandt                           | Langelandsfortet          | 10.000 kr.  |
| Ep 10  | Rasmus Dall                            | Maribo-Bandholm Jernbanen | 240.000 kr. |
| Ep 11  | Ingen                                  | Møns Klint                | 350.000 kr. |
| Ep 12  | Ingen                                  | Øde Hastrup Grusgrav      | 0 kr.       |
| Ep 13  | Ingen                                  | København                 | 220.000 kr. |

## Deltagerne
| Navn                                    | Kendt fra | Ankommet | Sendt hjem |
| --------------------------------------- | --- | -------- | ---------- |
| Marc Ciano                              | Paradise Hotel (Danmark), For Lækker Til Love, Dagens Mand og Tæsk En Kendt                                                                | Ep 1     | VINDER     |
| Maria Hylleberg de Pineda               | Sommer i Sunny Beach, Divaer i junglen og Paradise Hotel (Danmark)                                                                         | Ep 1     | Finalen    |
| Asmus Brandt                            | Comedy Fight Club | Ep 1     | Finalen    |
| Silvija Vukovic                         | Danmarks Næste Topmodel | Ep 1     | Ep 13      |
| Stephanie Kessler Christiansen (Geggo)  | Familien fra Bryggen, Paradise Hotel (Danmark) og Divaer i junglen                                                                         | Ep 1     | Ep 12      |
| Rasmus Dall                             | Paradise Hotel (Danmark) og Til Middag Hos                                                                                                 | Ep 1     | Ep 12      |
| Anna Due                                | Paradise Hotel (Danmark) | Ep 1     | Ep 11      |
| Behrad Brad Moini                       | Robinson Ekspeditionen | Ep 2, 8  | Ep 4, 10   |
| Malene Lykke                            | Cougarkvinderne | Ep 8     | Ep 9       |
| Mark Hansen (Flotte Fyr)                | Sommer i Sunny Beach og Paradise Hotel (Danmark)                                                                                           | Ep 1     | Ep 8       |
| Amalie Josephine Kejser Szigethy        | Paradise Hotel (Danmark), Amalies Verden, Amalies Baby, Divaer i junglen, Luksusfælden, Til Middag Hos, Fangerne på Fortet og Forsidefruer | Ep 1     | Ep 6       |
| Martin Hjort Kristensen (Ham Den Gamle) | Paradise Hotel (Danmark) | Ep 1     | Ep 5       |
| Kristoffer Schlemmer (Stolle)           | Paradise Hotel (Danmark) | Ep 1     | Ep 5       |
| Sandra Rud Gaasedal                     | Paradise Hotel (Danmark) | Ep 1     | Ep 3       |
| Nichole Valentina Jensen                | Paradise Hotel (Danmark) | Ep 1     | Ep 2       |
| Barbara Zatler                          | Masterchef Danmark og Zulu Djævleræs | Ep 1     | Ep 2       |
| Rasmus Billing Birmbaun (Numse Rasmus)  | Singleliv | Ep 1     | Ep 1       |